# مرسدس مارگالوت
مرسدس مارگالوت (اسپانیایی: Mercedes Margalot‎؛ زادهٔ ۲۸ ژوئن ۱۹۷۵) بازیکن هاکی روی چمن اهل آرژانتین است.